# Sebastian Leitner
Sebastian Leitner (ur. 1919, zm. 1989) – niemiecki publicysta.
Z uwagi na swoje krytyczne poglądy dotyczące przyłączenia Austrii do III Rzeszy był w roku 1938 na krótko aresztowany. Później przeprowadził się do Frankfurtu nad Menem, gdzie kończył studia prawnicze. W roku 1942 powołany do Wehrmachtu znalazł się w radzieckiej niewoli.
Po powrocie do Niemiec w roku 1949 poświęcił się działalności publicystycznej. Początkowo zajmował się tematyką prawniczą i socjologiczną, w późniejszym okresie także medyczną i psychologiczną. Zasłynął dzięki opracowaniu naukowej systematyki psychodydaktycznej bazującej na fiszkach. Jego teorie zyskały międzynarodowe uznanie w kręgach metodycznych, dydaktycznych i psychologicznych oraz wykorzystane zostały przez twórców bezpłatnego oprogramowania do nauki słówek i ogólnie rozumianej memoryzacji, np. Teachmastera, Anki, Mnemosyne itp. Leitnerowska systematyka psychodydaktyczna dotycząca nauczania języków obcych wpisuje się wyraźnie w teorie stochastyczne wykorzystywane także w znanym komercyjnym pakiecie oprogramowania SuperMemo.
Słynne powiedzenie Leitnera, które powszechnie jest przytaczane przez glottodydaktyków, brzmi:
„Nie ma złych uczniów, są tylko mizerne metody nauczania.” (Sebastian Leitner: So lernt man lernen. Der Weg zum Erfolg)
Żoną Leitnera była austriacka dziennikarka i pisarka Thea Leitner.

## Publikacje książkowe
- Sebastian Leitner: Naucz się uczyć. Wydawnictwo Cztery Głowy, Gdańsk 2011. ISBN 978-83-62937-59-2.
- Sebastian Leitner: So lernt man lernen. Der Weg zum Erfolg. Freiburg i. Br.: Herder, 1972/2003. ISBN 3-451-05060-9.
- Sebastian Leitner: So lernt man leben. München: DroemerKnaur, 1974. ISBN 3-426-04571-0.